# Jättiläiskivi
Jättiläiskivi är ett flyttblock och ett fornminne i Finland.  Den ligger på udden Käpinniemi i före detta kommunen Kuorevesi i staden Jämsä i landskapet Mellersta Finland, i den södra delen av landet, 200 km norr om huvudstaden Helsingfors. Jättiläiskivi ligger 101 meter över havet.
På stenen finns förhistoriska klippmålningar som härstammar från stenåldern. Målningarna innehåller inga figurer som kunde identifieras.
Terrängen runt Jättiläiskivi är huvudsakligen platt. Jättiläiskivi ligger nere i en dal. Runt Jättiläiskivi är det glesbefolkat, med 15 invånare per kvadratkilometer. Närmaste större samhälle är Mänttä, 11,7 km norr om Jättiläiskivi. I omgivningarna runt Jättiläiskivi växer i huvudsak blandskog.
Trakten ingår i den boreala klimatzonen. Årsmedeltemperaturen i trakten är 0 °C. Den varmaste månaden är juli, då medeltemperaturen är 16 °C, och den kallaste är februari, med −14 °C.